# EN 3
EN 3, en España UNE-EN 3, es una Norma Europea que especifica los requisitos para los extintores portátiles. El cumplimiento de la norma es un requisito legal para la construcción de todos los extintores de incendios en la Unión Europea.
La norma, denominada Extintores portátiles de incendios, inicialmente fue publicada en 10 partes:
- EN 3-1: Description, duration of operation, class A and B fire test.
- EN 3-2: Tightness, dielectric test, tamping test, special provisions.
- EN 3-3: Construction, resistance to pressure, mechanical tests.
- EN 3-4: Charges, minimum required fire.
- EN 3-5: Specification and supplementary tests.
- EN 3-6: Provisions for the attestation of conformity of portable fire extinguishers in accordance with EN 3-1 to 3-5. Amendment 1
- EN 3-7: Características, requisitos de funcionamiento y métodos de ensayo.
- EN 3-8: Requisitos para la construcción, resistencia a la presión y ensayos mecánicos de extintores con una presión máxima admisible igual o inferior a 30 bar, que cumplen con los requisitos de la Norma EN 3-7
- EN 3-9: Requisitos adicionales a la Norma Europea EN 3-7 relativos a la resistencia a la presión de los extintores de CO2.
- EN 3-10: Prescripciones para la evaluación de la conformidad de un extintor portátil de incendios de acuerdo con la Norma europea EN 3-7.

Las partes EN 3-1, EN 3-2, EN 3-4 y EN 3-5 se retiraron y fueron reemplazadas por EN 3-7, EN 3-8 y EN 3-9.
La parte de EN 3-6 se retiró y se reemplazó por la norma EN 3-10.